# Albor Tholus
 Albor Tholus  es un volcán extinto del planeta Marte, localizado en el área conocida como Elysium Planitia. Se encuentra localizado entre los volcanes vecinos Elysium Mons y Hecates Tholus. Albor Tholus alcanza una altura de 4,5 kilómetros y posee un diámetro de 160 km en su base. Su caldera tiene un diámetro de 30 km y 3 km de profundidad. Comparado con los volcanes terrestres, la caldera es inusualmente profunda. Evaluaciones de la sonda marciana Mars Express encontraron que los volcanes de la región Elysium se mantuvieron activos durante largos períodos.